# Perre
Perre es una freguesia portuguesa del concelho de Viana do Castelo, con 13,00 km² de superficie y 3.007 habitantes (2001). Su densidad de población es de 231,3 hab/km².